# Фонтен-Франсез
Фонте́н-Франсе́з (фр. Fontaine-Française) — коммуна во Франции, находится в регионе Бургундия. Департамент коммуны — Кот-д’Ор. Входит в состав кантона Фонтен-Франсез. Округ коммуны — Дижон.
Код INSEE коммуны — 21277.

## Население
Население коммуны на 2010 год составляло 933 человека.
| 1962 | 1968 | 1975 | 1982 | 1990 | 1999 | 2010 |
| ---- | ---- | ---- | ---- | ---- | ---- | ---- |
| 731  | 658  | 816  | 857  | 798  | 919  | 933  |

## Экономика
В 2010 году среди 604 человек трудоспособного возраста (15—64 лет) 430 были экономически активными, 174 — неактивными (показатель активности — 71,2 %, в 1999 году было 65,9 %). Из 430 активных жителей работали 394 человека (230 мужчин и 164 женщины), безработных было 36 (18 мужчин и 18 женщин). Среди 174 неактивных 38 человек были учениками или студентами, 60 — пенсионерами, 76 были неактивными по другим причинам.